# تردلکامپو
تُردِلکامپو (به اسپانیایی: Torredelcampo) یکی از دهستان‌های استان خائن در کشور اسپانیا است. این شهر با مساحت ۱۸۲ کیلومتر مربع، ۱۴۶۹۰ تن جمعیت دارد.